# Faza ponownego zbliżenia
Faza ponownego zbliżenia – piąta z sześciu faz teorii rozwoju psychicznego autorstwa Margaret Mahler, zakładającej, że najważniejszym okresem w rozwoju dziecka jest czas od pierwszego do trzydziestego miesiąca życia. 
Faza ta trwa od piętnastego do dwudziestego czwartego lub nawet trzydziestego miesiąca życia. Dziecko musi dokonać wyboru między rodzicami a separacją od nich. Jest ona o tyle trudna, że każde wyjście jawi mu się jako dobre: pozostanie przy rodzicach daje gwarancję bezpieczeństwa i opiekę, ale jednocześnie uzależnia od nich, podczas gdy separacja jest szansą na zmierzenie się z samodzielnym życiem, uzyskanie autonomii, poznanie swoich możliwości i ograniczeń.
Niektórzy uważają, że bardzo trudno jest znaleźć "złoty środek" w tej sytuacji, jednak dużo zależy od rodziców. Powinni oni pozwolić dziecku się uniezależnić i dawać mu przy tym wsparcie w tzw. "securbase", czyli bezpiecznym oparciu  w swoich ramionach. Polega on na zrównoważeniu stawiania wymagań oraz współpracy z miłością i mądrością.
Według  psychologów, w ciągu tej fazy może się ukształtować u dziecka jeden z dwóch charakterów: symbiotycznego lub narcystycznego.
- Charakter symbiotyczny powstanie, jeżeli dziecko wybierze wyłącznie opcję pierwszą. Pozostanie ono w dalszej zależności od rodziców i nie będzie potrafiło żyć bez nich. Dziecko takie będzie się bało podejmować samodzielne działania i decyzje, będzie się wycofywało.
- Charakter narcystyczny tworzy się, gdy dziecko odczuwa konflikt pomiędzy poczuciem własnej siły a swoimi ograniczeniami. Rodzice najczęściej albo nie wspierają dziecka, pozostawiając go samego sobie, albo stawiają mu zbyt wysokie wymagania. Aby ich zadowolić i zasłużyć na ich miłość i szacunek, dziecko tworzy fałszywą osobowość, w której nie jest sobą.